# Pavel Svoboda (varhaník)
Pavel Svoboda (* 26. října 1987 Opočno) je český varhaník a dramaturg, od října 2021 poslanec Poslanecké sněmovny PČR, člen TOP 09.

## Život
Hudbě se začal věnovat na ZUŠ Dobruška, dále studoval varhany na Konzervatoři Pardubice ve třídě prof. Josefa Rafaji a doc. Václava Rabase a od roku 2008 studuje na Hudební fakultě Akademie múzických umění v Praze u doc. Jaroslava Tůmy a současně na Universität der Künste v Berlíně. Absolvoval mistrovské kurzy u slavných varhaníků (profesoři Susan Landale a Reitze Smits, Dr. Martin Sander). Natáčí pro Český rozhlas (Felix Mendelssohn-Bartholdy a Charles-Marie Widor) a je stálým cembalistou a varhaníkem souboru Barocco sempre giovane (umělecký vedoucí Josef Krečmer), s kterým účinkoval na festivalu Pražské jaro. Jako sólista vystoupil s řadou orchestrů a na řadě zahraničních festivalů. Působil také jako umělecký ředitel Mezinárodního hudebního festivalu F. L. Věka a je předsedou spolku PROVARHANY, který se zaměřuje na ochranu cenných historických varhan. Od roku 2020 působí jako ředitel Komorní filharmonie Pardubice.

## Politické působení
Ve volbách do Poslanecké sněmovny PČR v roce 2021 byl z pozice nestraníka za TOP 09 lídrem kandidátky koalice SPOLU (tj. ODS, KDU-ČSL a TOP 09) v Pardubickém kraji. Získal 5393 preferenčních hlasů a byl zvolen poslancem.
V roce 2022 vstoupil do TOP 09 a v listopadu 2023 se stal členem předsednictva strany.

## Ocenění
- 1. cena z Mezinárodní varhanní soutěže Opava 2004
- Cena interpretace od Nadace Český hudební fond za soudobou skladbu Campanae gloriosae Petra Ebena
- 1. cena a titul laureáta z Mezinárodní interpretační soutěže Brno 2007
- Cena primátora města Pardubic za studijní výsledky
- 2. cena z Mezinárodní soutěže Petra Ebena 2008
- 3. cena a titul Laureáta z Pražského jara 2013
- 2. cena a titul Bachpreisträger na mezinárodní soutěži v Lipsku